# Flughafenbahnhof
Flughafenbahnhöfe sind Bahnhöfe, welche einen Flughafen an das allgemeine Eisenbahnnetz anschließen und somit Intermodalität ermöglichen.

## Europa

### Deutschland
Der Anschluss an das allgemeine Streckennetz erfolgt in Deutschland in den meisten Fällen über die S-Bahn, in einigen Fällen auch durch das Fernverkehrsnetz der Deutschen Bahn. Erster Flughafenbahnhof der Deutschen Reichsbahn war der 1962 eröffnete Bahnhof des Flughafens Berlin-Schönefeld, erster Flughafenbahnhof der Deutschen Bundesbahn war der 1972 eröffnete Bahnhof des Flughafens Frankfurt (heute Regionalbahnhof).
Neben Passagieren werden einzelne Flughäfen auch von Güterzügen angefahren. Dies geschieht in Deutschland bei vier Flughäfen, an denen Kerosin oder Luftfracht per Güterzug an- und abgefahren wird.
| Flughafen                                                                    | Name                                       | Entfernung zum Terminal (Fußweg) / Shuttle | Eröffnung resp. Betriebsdauer                                                                        | Zugkategorien                                      |
| ---------------------------------------------------------------------------- | ------------------------------------------ | ------------------------------------------ | --- | -------------------------------------------------- |
| Flugplatz Aachen-Merzbrück                                                   | Forschungsflugplatz Würselen-Merzbrück     |                                            | 25. Oktober 2024                                                                                     | Regionalverkehr                                    |
| Flughafen Berlin Brandenburg (Terminal 1–2)                                  | Bahnhof Flughafen BER                      | integriert                                 | 31. Oktober 2020                                                                                     | S-Bahn, Regionalverkehr, Fernverkehr               |
| Flughafen Berlin Brandenburg (Terminal 5), ehem. Flughafen Berlin-Schönefeld | Bahnhof Schönefeld (bei Berlin)            | 400 m                                      | 1962 / Wurde 2023 umbenannt, weil Terminal 5 geschlossen wurde. Seitdem nicht mehr Flughafenbahnhof. | S-Bahn, Regionalverkehr, Fernverkehr               |
| Flughafen Berlin Brandenburg / ehem. Flughafen Berlin-Schönefeld             | Berlin-Schönefeld Flughafen Süd            |                                            | 1963 / 2011 (neue Strecke)                                                                           | Güterverkehr                                       |
| Flugplatz Cottbus-Nord                                                       | Bahnhof Cottbus Flughafen (Spreewaldbahn)  |                                            | 1943 existent                                                                                        | Nahverkehr                                         |
| Flughafen Dortmund                                                           | Bahnhof Holzwickede                        | 1600 m (Pendelbus)                         | 1960 existent                                                                                        | Regionalverkehr                                    |
| Flughafen Dortmund (alter Standort, 1925–1959)                               | Bahnhof Dortmund-Scharnhorst               |                                            | 1926–1986 Bahnhof Dortmund-Flughafen                                                                 |                                                    |
| Flughafen Dresden                                                            | Bahnhof Dresden Flughafen                  | integriert                                 | 2001                                                                                                 | S-Bahn                                             |
| Flughafen Düsseldorf                                                         | Bahnhof Düsseldorf Flughafen Terminal      | integriert                                 | 1975                                                                                                 | S-Bahn, Regionalverkehr                            |
| Flughafen Düsseldorf                                                         | Bahnhof Düsseldorf Flughafen               | 2200 m (SkyTrain)                          | 2000                                                                                                 | S-Bahn, Regionalverkehr, Fernverkehr               |
| Flughafen Frankfurt Main                                                     | Bahnhof Lufthafen Rhein-Main               |                                            | 1943 existent                                                                                        | Nahverkehr (heute ohne Anschluss an den Flughafen) |
| Flughafen Frankfurt Main                                                     | Frankfurt (Main) Flughafen Regionalbahnhof | integriert                                 | 1972                                                                                                 | S-Bahn, Regionalverkehr, (Fernverkehr)             |
| Flughafen Frankfurt Main                                                     | Frankfurt am Main Flughafen Fernbahnhof    | 200 m                                      | 1999                                                                                                 | Fernverkehr, Regionalverkehr                       |
| Flughafen Frankfurt Main                                                     | Cargo City Süd                             |                                            | | Güterverkehr                                       |
| Flughafen Friedrichshafen                                                    | Haltepunkt Friedrichshafen Flughafen       | 100 m                                      | 1997                                                                                                 | Regionalverkehr                                    |
| Flughafen Gießen                                                             | Haltepunkt Gießen Flughafen                |                                            | Hp am 30. September 1978 stillgelegt                                                                 | Regionalverkehr                                    |
| Flughafen Hamburg                                                            | Bahnhof Hamburg Airport (Flughafen)        | integriert                                 | 2008                                                                                                 | S-Bahn                                             |
| Flughafen Hannover                                                           | Bahnhof Hannover Flughafen                 | integriert                                 | 2000                                                                                                 | S-Bahn                                             |
| Flughafen Köln/Bonn                                                          | Bahnhof Köln/Bonn Flughafen                | integriert                                 | 2004                                                                                                 | S-Bahn, Regionalverkehr, Fernverkehr               |
| Flughafen Leipzig/Halle                                                      | Bahnhof Flughafen Leipzig/Halle            | integriert                                 | 2002                                                                                                 | S-Bahn, Fernverkehr                                |
| Flughafen Leipzig/Halle                                                      | DHL Hub Leipzig                            |                                            | 2005                                                                                                 | Güterverkehr                                       |
| Flughafen Lübeck-Blankensee                                                  | Haltepunkt Lübeck Flughafen                | 300 m                                      | 2008                                                                                                 | Regionalverkehr                                    |
| Flughafen München                                                            | Bahnhof München Flughafen                  | integriert                                 | 1992                                                                                                 | S-Bahn, Regionalverkehr                            |
| Flughafen München                                                            | Tanklager Flughafen München                |                                            | 1992                                                                                                 | Güterverkehr                                       |
| Flughafen Stuttgart                                                          | Bahnhof Stuttgart Flughafen/Messe          | integriert                                 | 1993                                                                                                 | S-Bahn                                             |
| Flughafen Stuttgart                                                          | Stuttgart Flughafen Fernbahnhof            |                                            | 2026 (geplant)                                                                                       | Regionalverkehr, Fernverkehr                       |

### Österreich
| Flughafen                | Name                               | Entfernung zum Terminal (Fußweg) / Shuttle | Eröffnung              | Zugkategorien                             |
| ------------------------ | ---------------------------------- | ------------------------------------------ | ---------------------- | ----------------------------------------- |
| Flughafen Graz           | Bahnhof Flughafen Graz-Feldkirchen | 400 m                                      |                        | S-Bahn, Regionalexpress                   |
| Flughafen Graz           | Bahnhof Flughafen Graz             |                                            | Planung zurückgestellt | S-Bahn, Fernverkehr                       |
| Flughafen Klagenfurt     | Bahnhof Klagenfurt Annabichl       | 750 m                                      |                        | S-Bahn, Regionalverkehr                   |
| Flughafen Linz           | Bahnhof Hörsching                  | 1400 m (Pendelbus)                         |                        | S-Bahn                                    |
| Flughafen Wien-Schwechat | Bahnhof Flughafen Wien             | integriert                                 | 1977, 2008, 2014       | S-Bahn, Regionalverkehr, CAT, Fernverkehr |

### Schweiz
| Flughafen        | Name                     | Entfernung zum Terminal (Fußweg) / Shuttle | Eröffnung | Zugkategorien       |
| ---------------- | ------------------------ | ------------------------------------------ | --------- | ------------------- |
| Flughafen Genf   | Bahnhof Genève Aéroport  | integriert                                 | 1987      | Fernverkehr         |
| Flughafen Lugano | Bahnhof Agno             | 900 m                                      | 1912      | S-Bahn              |
| Flughafen Zürich | Bahnhof Zürich Flughafen | integriert                                 | 1980      | S-Bahn, Fernverkehr |

### Belgien
| Flughafen                  | Name                      | Entfernung zum Terminal (Fußweg) / Shuttle | Eröffnung | Zugkategorien |
| -------------------------- | ------------------------- | ------------------------------------------ | --------- | ------------- |
| Flughafen Brüssel-Zaventem | Brussels Airport-Zaventem | integriert                                 | 1958      | Intercity     |

### Dänemark
| Flughafen                    | Name                              | Entfernung zum Terminal (Fußweg) / Shuttle | Eröffnung         | Zugkategorien                     |
| ---------------------------- | --------------------------------- | ------------------------------------------ | ----------------- | --------------------------------- |
| Flughafen Aalborg            | Bahnhof Aalborg Lufthavn          | 180 m                                      | 13. Dezember 2020 | InterCityLyn                      |
| Flughafen Kopenhagen-Kastrup | Københavns Lufthavn (CPH Airport) | 80 m                                       | 1998              | Regional- und Fernverkehr, U-Bahn |

### Finnland
| Flughafen                 | Name       | Entfernung zum Terminal (Fußweg) / Shuttle | Eröffnung | Zugkategorien |
| ------------------------- | ---------- | ------------------------------------------ | --------- | ------------- |
| Flughafen Helsinki-Vantaa | Lentoasema | 300 m                                      | 2015      | Nahverkehr    |

### Frankreich
| Flughafen                           | Name                                          | Entfernung zum Terminal (Fußweg) / Shuttle | Eröffnung                          | Zugkategorien                             |
| ----------------------------------- | --------------------------------------------- | ------------------------------------------ | ---------------------------------- | ----------------------------------------- |
| Flughafen Basel-Mülhausen-Freiburg  | Flughafenbahnhof EuroAirport                  | integriert                                 | ca. 2030                           | Nahverkehr aus der Schweiz und Frankreich |
| Flughafen Clermont-Ferrand Auvergne | Bahnhof Aulnat-Aéroport                       | 250 m                                      | 2011                               | TER                                       |
| Flughafen Lyon Saint-Exupéry        | Bahnhof Lyon-Saint-Exupéry TGV                | 250 m                                      | 1994                               | Hochgeschwindigkeitsverkehr               |
| Flughafen Marseille Provence        | Bahnhof Vitrolles Aéroport Marseille Provence | (Pendelbus)                                | 2008                               | TER                                       |
| Flughafen Nizza Côte d’Azur         | Bahnhof Nice-Saint-Augustin                   | 370 m (Terminal 1) oder Tram               | 1. September 2022 (nach Verlegung) | TER                                       |
| Flughafen Nizza Côte d’Azur         | Bahnhof Nice-Saint-Augustin                   | 1500 m (Terminal 2) oder Tram              | 1. September 2022 (nach Verlegung) | TER                                       |
| Flughafen Paris-Charles de Gaulle   | Bahnhof Aéroport Charles-de-Gaulle 1          | (CDGVAL)                                   | 1976                               | RER                                       |
| Flughafen Paris-Charles de Gaulle   | Bahnhof Aéroport Charles-de-Gaulle 2 TGV      | integriert                                 | 2004                               | Hochgeschwindigkeitsverkehr, RER          |
| Flughafen Straßburg                 | Bahnhof Entzheim-Aéroport                     | 180 m                                      | 2008                               | TER                                       |

### Griechenland
| Flughafen                             | Name    | Entfernung zum Terminal (Fußweg) / Shuttle | Eröffnung | Zugkategorien  |
| ------------------------------------- | ------- | ------------------------------------------ | --------- | -------------- |
| Flughafen Athen-Eleftherios Venizelos | Airport | 190 m                                      | 2004      | S-Bahn, U-Bahn |

### Großbritannien
- Flughafen Birmingham
- Flughafen Manchester
- Flughafen London-Heathrow
- Flughafen London-Gatwick
- Flughafen London-Luton
- Flughafen London-Stansted
- Flughafen Southampton

### Italien
| Flughafen                               | Name                                            | Eröffnung                                              | Zugkategorien                                      |
| --------------------------------------- | ----------------------------------------------- | ------------------------------------------------------ | -------------------------------------------------- |
| Flughafen Ancona-Falconara              | Castelferretti-Falconara Aeroporto delle Marche |                                                        | Regionalverkehr                                    |
| Flughafen Bari-Palese                   | Aeroporto                                       | 2013                                                   | S-Bahn                                             |
| Flughafen Bergamo-Orio al Serio         | ?                                               | vrs. 2026                                              | vrs. Regionalverkehr                               |
| Flughafen Brindisi-Casale               | ?                                               | vrs. 2026                                              | vrs. Regionalverkehr                               |
| Flughafen Cagliari-Elmas                | Elmas Aeroporto                                 | 2013                                                   | S-Bahn                                             |
| Flughafen Catania-Fontanarossa          | Catania Aeroporto Fontanarossa                  | 2020                                                   | Regionalverkehr                                    |
| Flughafen Genua                         | Genova Sestri Ponente Aeroporto                 |                                                        | S-Bahn                                             |
| Flughafen Mailand-Malpensa (Terminal 1) | Malpensa Aeroporto T1                           | 1999                                                   | S-Bahn Tessin, Regionalverkehr, Malpensa Express   |
| Flughafen Mailand-Malpensa (Terminal 2) | Malpensa Aeroporto T2                           | 2016                                                   | S-Bahn Tessin, Regionalverkehr, Malpensa Express   |
| Flughafen Neapel-Capodichino            | vrs. Capodichino Aeroporto                      | ?                                                      | U-Bahn                                             |
| Flughafen Palermo-Punta Raisi           | Punta Raisi                                     | 2001                                                   | S-Bahn                                             |
| Flughafen Perugia                       | Aeroporto-Collestrada                           | ?                                                      | vrs. Regionalverkehr                               |
| Flughafen Pisa                          | Pisa Aeroporto                                  | 1983, 2013 stillgelegt, 2017 durch Peoplemover ersetzt | Regionalverkehr                                    |
| Flughafen Reggio Calabria               | Reggio di Calabria Aeroporto                    | 2013                                                   | S-Bahn                                             |
| Flughafen Rom-Fiumicino                 | Fiumicino Aeroporto                             | 1990                                                   | S-Bahn, Leonardo Express                           |
| Flughafen Salerno-Pontecagnano          | ?                                               | ?                                                      | vrs. Regionalverkehr                               |
| Flughafen Triest-Ronchi dei Legionari   | Trieste Airport                                 | 2018                                                   | Regional, Intercity und Frecce Hochgeschwindigkeit |
| Flughafen Turin-Caselle                 | Caselle Aeroporto                               | 2001                                                   | S-Bahn                                             |
| Flughafen Venedig-Tessera               | ?                                               | vrs. 2025                                              | vrs. Regionalverkehr                               |

### Litauen
| Flughafen         | Name                  | Eröffnung       | Zugkategorien   |
| ----------------- | --------------------- | --------------- | --------------- |
| Flughafen Vilnius | Haltepunkt Oro uostas | 2. Oktober 2008 | Shuttle-Verkehr |

### Niederlande
| Flughafen                    | Name                     | Eröffnung | Zugkategorien                                                                    |
| ---------------------------- | ------------------------ | --------- | -------------------------------------------------------------------------------- |
| Flughafen Amsterdam Schiphol | Bahnhof Schiphol Airport | 1978      | Regionalverkehr, Fernverkehr, Ausländischer Verkehr, Hochgeschwindigkeitsverkehr |

### Norwegen
| Flughafen                 | Name                          | Entfernung zum Terminal (Fußweg) / Shuttle | Eröffnung resp. Betriebsdauer | Zugkategorien                                           |
| ------------------------- | ----------------------------- | ------------------------------------------ | ----------------------------- | ------------------------------------------------------- |
| Flughafen Oslo-Gardermoen | Bahnhof Oslo lufthavn stasjon | integriert                                 | 1998                          | Flughafenexpress, Nah- und Regionalverkehr, Fernverkehr |
| Flughafen Sandefjord-Torp | Bahnhof Torp                  | 2000 m (Pendelbus)                         | 1881, erneut 2008             | Regionalverkehr                                         |
| Flughafen Trondheim       | Bahnhof Værnes holdeplass     | 180 m                                      | 1994                          | Nahverkehr                                              |

### Polen
| Flughafen                    | Name                                                                     | Eröffnung                       | Zugkategorien           |
| ---------------------------- | ------------------------------------------------------------------------ | ------------------------------- | ----------------------- |
| Lech-Wałęsa-Flughafen Danzig | Bahnhof an Bahnstrecke Gdańsk Wrzeszcz–Gdańsk Osowa Gdańsk Port Lotniczy | 1943 existent 1. September 2015 | Nahverkehr S-Bahn       |
| Flughafen Krakau             | Bahnhof Kraków Lotnisko/Airport (ehem. Kraków Balice)                    | 25. Mai 2006 28. September 2015 | Regionalverkehr         |
| Flughafen Lublin-Świdnik     | Lublin Airport (ehem. Świdnik Port Lotniczy)                             | 17. Dezember 2012               | Regionalverkehr         |
| Flughafen Olsztyn-Mazury     | Port Lotniczy Olsztyn-Mazury                                             | 20. Januar 2016                 | Regionalverkehr         |
| Flughafen Stettin-Goleniów   | Port Lotniczy Szczecin-Goleniów                                          | 29. Mai 2013                    | Regionalverkehr         |
| Chopin-Flughafen Warschau    | Warszawa Lotnisko Chopina                                                | 1. Juni 2012                    | S-Bahn, Regionalverkehr |

Die Bahnanbindung des Flughafens Kattowitz ist seit 2021 im Bau.

### Rumänien
| Flughafen                       | Name                          | Entfernung zum Terminal (Fußweg) / Shuttle | Eröffnung         | Zugkategorien                                             |
| ------------------------------- | ----------------------------- | ------------------------------------------ | ----------------- | --------------------------------------------------------- |
| Flughafen Bukarest Henri Coandă | Haltepunkt P.O. Aeroport H    | 1800 m (Pendelbus)                         |                   |                                                           |
| Flughafen Bukarest Henri Coandă | Bahnhof Aeroport Henri Coandă | 100 m                                      | 13. Dezember 2020 | Henri Coandă Expres (CFR Calatori) Transferoviar Călători |

### Russland
| Flughafen                      | Name                        | Eröffnung       | Zugkategorien                         |
| ------------------------------ | --------------------------- | --------------- | ------------------------------------- |
| Flughafen Moskau-Domodedowo    |                             |                 | Aeroexpress                           |
| Flughafen Moskau-Scheremetjewo |                             |                 | Aeroexpress                           |
| Flughafen Moskau-Wnukowo       |                             |                 | Aeroexpress                           |
| Flughafen Sotschi              | Bahnhof Aeroport Sochi      | 27. Januar 2012 | S-Bahn Kuban Express-Prigorod der RŽD |
| Flughafen Wladiwostok          | Bahnhof Aeroport-Knewitschi |                 | Vorortzug Jekspress Primor'ja der RŽD |

### Schweden
| Flughafen                   | Name                   | Eröffnung         | Zugkategorien                                             |
| --------------------------- | ---------------------- | ----------------- | --------------------------------------------------------- |
| Flughafen Stockholm/Arlanda | Arlanda Centralstation | 25. November 1999 | Hochgeschwindigkeitsverkehr, Fernverkehr, Regionalverkehr |
| Flughafen Stockholm/Arlanda | Arlanda Norra station  | 25. November 1999 | Arlanda Express                                           |
| Flughafen Stockholm/Arlanda | Arlanda Södra station  | 25. November 1999 | Arlanda Express                                           |

### Spanien
| Flughafen                            | Name                            | Eröffnung             | Zugkategorien               |
| ------------------------------------ | ------------------------------- | --------------------- | --------------------------- |
| Flughafen Barcelona                  | El Prat de Llobregat Aeropuerto | 1975                  | Vorortverkehr               |
| Flughafen Jerez                      | Aeropuerto de Jerez             |                       | Vorort- und Regionalverkehr |
| Flughafen Madrid-Barajas, Terminal 4 | Aeropuerto T4                   | 2011                  | Vorortverkehr               |
| Flughafen Málaga                     | Málaga Aeropuerto               | 2010 (nach dem Umbau) | Vorortverkehr               |

### Tschechien
| Flughafen                           | Name                                                  | Eröffnung      | Zugkategorien |
| ----------------------------------- | ----------------------------------------------------- | -------------- | ------------- |
| Flugplatz Königgrätz Hradec Králové | Bahnhof Königgrätz Flugplatz (Hradec Králové letiště) | 1943 existent  | Nahverkehr    |
| Flugplatz Marienbad Mariánské Lázně | Bahnhof Marienbad Flugplatz (Mariánské Lázně letiště) | 1943 existent  | Nahverkehr    |
| Flughafen Ostrava                   | Mošnov, Ostrava Airport                               | 13. April 2015 | Nahverkehr    |

### Ukraine
| Flughafen               | Name                      | Entfernung zum Terminal (Fußweg) / Shuttle | Eröffnung | Zugkategorien         |
| ----------------------- | ------------------------- | ------------------------------------------ | --------- | --------------------- |
| Flughafen Kiew-Boryspil | Bahnhof Boryspil-Aeroport | 180 m                                      | 2018      | Kiew-Boryspil-Express |

### Ungarn
| Flughafen          | Name     | Eröffnung | Zugkategorien                |
| ------------------ | -------- | --------- | ---------------------------- |
| Flughafen Budapest | Ferihegy | 2005      | Fernverkehr, Regionalverkehr |

## Afrika

### Algerien
| Flughafen        | Name                                  | Entfernung zum Terminal (Fußweg) / Shuttle | Eröffnung      | Zugkategorien   |
| ---------------- | ------------------------------------- | ------------------------------------------ | -------------- | --------------- |
| Flughafen Algier | Gare de l’Aéroport Houari Boumédiènne | 650 m (Terminal 4)                         | 29. April 2019 | Regionalverkehr |
| Flughafen Algier | Gare de l’Aéroport Houari Boumédiènne | 170 m (Terminal 1)                         | 29. April 2019 | Regionalverkehr |
| Flughafen Algier | Gare de l’Aéroport Houari Boumédiènne | 250 m (Terminal 2)                         | 29. April 2019 | Regionalverkehr |

### Kenia
| Flughafen                             | Name                                | Eröffnung | Zugkategorien   |
| ------------------------------------- | ----------------------------------- | --------- | --------------- |
| Flughafen Jomo Kenyatta International | Jomo Kenyatta International Airport | 2021      | Regionalverkehr |

### Marokko
| Flughafen            | Name                          | Entfernung zum Terminal (Fußweg) / Shuttle | Eröffnung | Zugkategorien   |
| -------------------- | ----------------------------- | ------------------------------------------ | --------- | --------------- |
| Flughafen Casablanca | Gare de l’Aéroport Mohammed V | integriert (Terminal 1–2)                  | 1993      | Regionalverkehr |
| Flughafen Casablanca | Gare de l’Aéroport Mohammed V | 1100 m (Terminal 3)                        | 1993      | Regionalverkehr |

### Nigeria
| Flughafen       | Name    | Entfernung zum Terminal (Fußweg) / Shuttle | Eröffnung     | Zugkategorien             |
| --------------- | ------- | ------------------------------------------ | ------------- | ------------------------- |
| Flughafen Abuja | Airport | 100 m                                      | 12. Juli 2019 | S-Bahn (Abuja Light Rail) |

### Südafrika
| Flughafen              | Name                           | Entfernung zum Terminal (Fußweg) / Shuttle | Eröffnung    | Zugkategorien |
| ---------------------- | ------------------------------ | ------------------------------------------ | ------------ | ------------- |
| Flughafen Johannesburg | OR Tambo International Airport | integriert                                 | 8. Juni 2010 | Nahverkehr    |

## Nordamerika

### Kanada
| Flughafen                 | Name                    | Eröffnung | Zugkategorien         |
| ------------------------- | ----------------------- | --------- | --------------------- |
| Flughafen Toronto-Pearson | Airport railway station | 2015      | Union Pearson Express |

### USA
| Flughafen                                       | Name                                         | Eröffnung | Zugkategorien                        |
| ----------------------------------------------- | -------------------------------------------- | --------- | ------------------------------------ |
| Hollywood Burbank Airport                       | Burbank–Bob Hope Airport                     | 1992      | Regionalverkehr, Fernverkehr         |
| Dallas/Fort Worth International Airport         | Dallas/Fort Worth International Airport      | 2014      | Regionalverkehr                      |
| Fort Lauderdale-Hollywood International Airport | Fort Lauderdale Airport station              | 2000      | Regionalverkehr                      |
| Miami International Airport                     | Miami Central Station/Miami Airport          | 2015      | U-Bahn, Regionalverkehr, Fernverkehr |
| Milwaukee Mitchell International Airport        | Milwaukee Airport Railroad Station           | 2005      | Fernverkehr                          |
| Newark Liberty International Airport            | Newark Liberty International Airport         | 2001      | U-Bahn, Regionalverkehr, Fernverkehr |
| Philadelphia International Airport              | Philadelphia International Airport Terminals | 1985      | Regionalverkehr                      |
| Denver International Airport                    | Denver Airport Station                       | 2016      | Regionalverkehr (A Line)             |

## Asien

### Bangladesch
| Flughafen       | Name                    | Eröffnung | Zugkategorien                |
| --------------- | ----------------------- | --------- | ---------------------------- |
| Flughafen Dhaka | Airport railway station | ?         | Regionalverkehr, Fernverkehr |

### China
| Flughafen                             | Name                                 | Eröffnung | Zugkategorien                                                     |
| ------------------------------------- | ------------------------------------ | --------- | ----------------------------------------------------------------- |
| Flughafen Haikou-Meilan               | Meilan Railway Station               | 2010      | Hochgeschwindigkeitsverkehr                                       |
| Shanghai Pudong International Airport | Pudong International Airport Station | 2002      | U-Bahn, Transrapid Shanghai                                       |
| Flughafen Shanghai-Hongqiao           | Shanghai Hongqiao Railway Station    | 2010      | U-Bahn, Regionalverkehr, Fernverkehr, Hochgeschwindigkeitsverkehr |
| Flughafen Shijiazhuang                | Zhengding Airport Railway Station    | 2012      | Hochgeschwindigkeitsverkehr                                       |

### Georgien
| Flughafen        | Name    | Entfernung zum Terminal (Fußweg) / Shuttle | Eröffnung | Zugkategorien |
| ---------------- | ------- | ------------------------------------------ | --------- | ------------- |
| Flughafen Tiflis | Airport | 160 m                                      |           | Nahverkehr    |

### Israel
| Flughafen            | Name                               | Eröffnung | Zugkategorien   |
| -------------------- | ---------------------------------- | --------- | --------------- |
| Flughafen Ben Gurion | Ben Gurion Airport Railway Station | 2004      | Regionalverkehr |

### Japan
| Flughafen              | Name                                        | Eröffnung | Zugkategorien                                                   |
| ---------------------- | ------------------------------------------- | --------- | --------------------------------------------------------------- |
| Flughafen Chūbu        | Central Japan International Airport Station | 2004      | Regionalverkehr, Fernverkehr                                    |
| Flughafen Hanamaki     | Hanamaki-Kūkō Station                       | 1932      | Regionalverkehr                                                 |
| Flughafen Kansai       | Kansai Airport Station                      | 1994      | Regionalverkehr, Kansai Airport Rapid Service, Airport Express  |
| Flughafen Miyazaki     | Miyazaki Airport Station                    | 1996      | Regionalverkehr                                                 |
| Flughafen Neu-Chitose  | New Chitose Airport Station                 | 1992      | Regionalverkehr, Fernverkehr                                    |
| Flughafen Sendai       | Sendai Airport Station                      | 2007      | Regionalverkehr, Fernverkehr                                    |
| Flughafen Tokio-Haneda | Haneda Airport Terminal 1·2                 | 1998      | Regionalverkehr, Fernverkehr                                    |
| Flughafen Tokio-Haneda | Haneda Airport Terminal 3                   | 2010      | Regionalverkehr, Fernverkehr                                    |
| Flughafen Tokio-Haneda | Haneda Airport Terminal 1                   | 1993      | Tōkyō Monorail                                                  |
| Flughafen Tokio-Haneda | Haneda Airport Terminal 2                   | 2004      | Tōkyō Monorail                                                  |
| Flughafen Tokio-Narita | Narita Airport Station                      | 1991      | Regionalverkehr, Fernverkehr, Narita Sky Access, Narita Express |
| Flughafen Tokio-Narita | Flughafen Tokio-Narita Terminal 2           | 1991      | Narita Express                                                  |
| Flughafen Tokio-Narita | Higashi-Narita Station                      | 1978      | Regionalverkehr, Fernverkehr                                    |
| Flughafen Yonago       | Yonago Airport Station                      | 1902      | Regionalverkehr, Fernverkehr                                    |

### Kambodscha
| Flughafen            | Name | Eröffnung | Zugkategorien                                                                 |
| -------------------- | ---- | --------- | ----------------------------------------------------------------------------- |
| Flughafen Phnom Penh |      | 2018      | Regionalverkehr (Stichstrecke) Seit Sommer 2020 bis auf Weiteres stillgelegt. |

### Malaysia
| Flughafen              | Name                               | Eröffnung | Zugkategorien                 |
| ---------------------- | ---------------------------------- | --------- | ----------------------------- |
| Flughafen Kuala Lumpur | klia2                              | 2015      | Regionalverkehr, KLIA Ekspres |
| Flughafen Kuala Lumpur | Kuala Lumpur International Airport | 2002      | Regionalverkehr, KLIA Ekspres |

### Südkorea
| Flughafen         | Name                                  | Eröffnung | Zugkategorien   |
| ----------------- | ------------------------------------- | --------- | --------------- |
| Flughafen Incheon | Incheon International Airport Station | 2007      | Regionalverkehr |

### Türkei
| Flughafen       | Name                           | Eröffnung | Zugkategorien   |
| --------------- | ------------------------------ | --------- | --------------- |
| Flughafen Izmir | Adnan Menderes Airport Station | 1987      | Regionalverkehr |

## Australien und Ozeanien

### Australien
| Flughafen                             | Name                                   | Eröffnung | Zugkategorien   |
| ------------------------------------- | -------------------------------------- | --------- | --------------- |
| Kingsford Smith International Airport | Domestic Airport                       | 2000      | Regionalverkehr |
| Kingsford Smith International Airport | International Airport                  | 2000      | Regionalverkehr |
| Flughafen Brisbane                    | Domestic Terminal railway station      | 2001      | Airtrain        |
| Flughafen Brisbane                    | International Terminal railway station | 2001      | Airtrain        |